# Mladen Vasilev
Mladen Vasilev (bulharskou cyrilicí Младен Василев) (* 29. července 1947, Slivnica) je bývalý bulharský fotbalový útočník. 

## Fotbalová kariéra
V bulharské lize hrál za Slavii Sofia a Akademik Sofia. Za bulharskou reprezentaci nastoupil v letech 1971–1975 ve 20 utkáních a dal 3 góly. Byl členem bulharské reprezentace na Mistrovství světa ve fotbale 1974, nastoupil v zápase se Švédskem.  

## Ligová bilance
| Ročník                                | Zápasy | Góly | Klub           |
| ------------------------------------- | ------ | ---- | -------------- |
| 1. bulharská fotbalová liga 1968/1969 | 12     | 2    | Slavia Sofia   |
| 1. bulharská fotbalová liga 1969/1970 | -      | 11   | Akademik Sofia |
| 1. bulharská fotbalová liga 1970/1971 | -      | -    | Akademik Sofia |
| 1. bulharská fotbalová liga 1971/1972 | -      | -    | Akademik Sofia |
| 1. bulharská fotbalová liga 1972/1973 | -      | 15   | Akademik Sofia |
| 1. bulharská fotbalová liga 1973/1974 | -      | -    | Akademik Sofia |
| 1. bulharská fotbalová liga 1974/1975 | -      | -    | Akademik Sofia |
| 1. bulharská fotbalová liga 1975/1976 | -      | -    | Akademik Sofia |
| 1. bulharská fotbalová liga 1976/1977 | -      | -    | Akademik Sofia |
| CELKEM 1. bulharská fotbalová liga    | -      | -    |                |